# Apanteles olivierellae
Apanteles olivierellae är en stekelart som beskrevs av Wilkinson 1936. Apanteles olivierellae ingår i släktet Apanteles och familjen bracksteklar. Inga underarter finns listade i Catalogue of Life.